# 本庄長房
本庄 長房（ほんじょう ながふさ）は、安土桃山時代、江戸時代初期の武将。
天正8年（1580年）、上杉家家臣・本庄繁長の三男として生まれる。
文禄2年（1593年）、14歳で上杉家家老・直江兼続の養子となり直江与次郎と名乗ったが、翌年兼続に実子・景明が生まれると離縁の上で実家に戻された。慶長17年（1612年）、兼続の婿養子になっていた本多政重が上杉家から加賀の前田利常の下に帰参すると、上杉氏の円満なる了解のもとにこれに従って政重夫人・阿虎らと共に政重を頼って加賀へ行き政重に仕えた。加賀本多家中の半数以上を旧上杉・直江家臣出身者が占めるのはこのためであり、これには上杉家の人材・禄高減らしの可能性を想定することができる（景明が兼続に先立って死去し、長房・政重の2人が加賀へと去ったことで、後継者を失った直江氏は断絶することになる）。加賀藩では鉄砲組頭を務め、禄高1800石を領した。慶長20年（1615年）、大坂の陣の戦功でさらに500石を加増された。
寛永14年（1637年）、兼続の正室・お船の方が死去すると、第2代米沢藩主上杉定勝の求めに応じ、妻子を連れて上杉家に帰参した。途上武蔵国品川で落飾し如雲と号した。帰参した長房は、家督を継いでいた弟・重長が城代を務める福島城に身を寄せ、60人扶持を受けた。寛永20年（1643年）1月17日没。享年64。
長女は武田勝信（上杉景勝正室・菊姫の甥）に嫁いだ。長男信重は500石で仕え、後に鮎川氏の名跡を相続する。次男の吉秀も300石で仕えた。